# Медзянув
Медзянув (пол. Miedzianów) — село в Польщі, у гміні Нові Скальмежиці Островського повіту Великопольського воєводства.
Населення — 168 осіб (2011).

## Демографія
Демографічна структура станом на 31 березня 2011 року:
|          | Загалом | Допрацездатний вік | Працездатний вік | Постпрацездатний вік |
| -------- | ------- | ------------------ | ---------------- | -------------------- |
| Чоловіки | 95      | 26                 | 58               | 11                   |
| Жінки    | 73      | 16                 | 40               | 17                   |
| Разом    | 168     | 42                 | 98               | 28                   |